# Carlo Zucchini
Il conte Carlo Zucchini (Faenza, 13 aprile 1862 – Rocchetta di Vara, 14 novembre 1928) è stato un nobile e politico italiano, deputato del Regno d'Italia, antifascista e promotore dell'associazionismo cattolico in Romagna.

## Biografia
Era figlio del conte avvocato Vincenzo Zucchini, patrizio di Faenza, e della nobile forlivese Eleonora Fronticelli Baldelli.
Nel dicembre del 1891 fondò, con altri cattolici faentini, il "Circolo cattolico faentino", aderente alla "Società della gioventù cattolica italiana" (poi Azione Cattolica). Fondò il Circolo Cattolico San Pier Damiano e la Pia istituzione dell'albero di Natale (destinata a beneficiare i fanciulli poveri nelle feste natalizie). Il 5 luglio 1893 fondò inoltre la "Società di mutuo soccorso fra gli operai cattolici", di cui fu presidente fino alla morte. Personalità dall'attivismo instancabile, fu presidente per vari anni della Congregazione di carità e nel 1895 condusse i cattolici alla conquista del municipio della sua città. Nel 1896 fu membro del comitato che promosse la fondazione del Credito Romagnolo, indi socio fondatore. Nel 1899 fondò con altri amici il periodico settimanale «Il Piccolo», organo locale dell'Azione Cattolica, tuttora esistente. Nel 1905 fondò la "Casa del popolo", sede delle associazioni cattoliche faentine, di cui fu presidente fino alla morte.

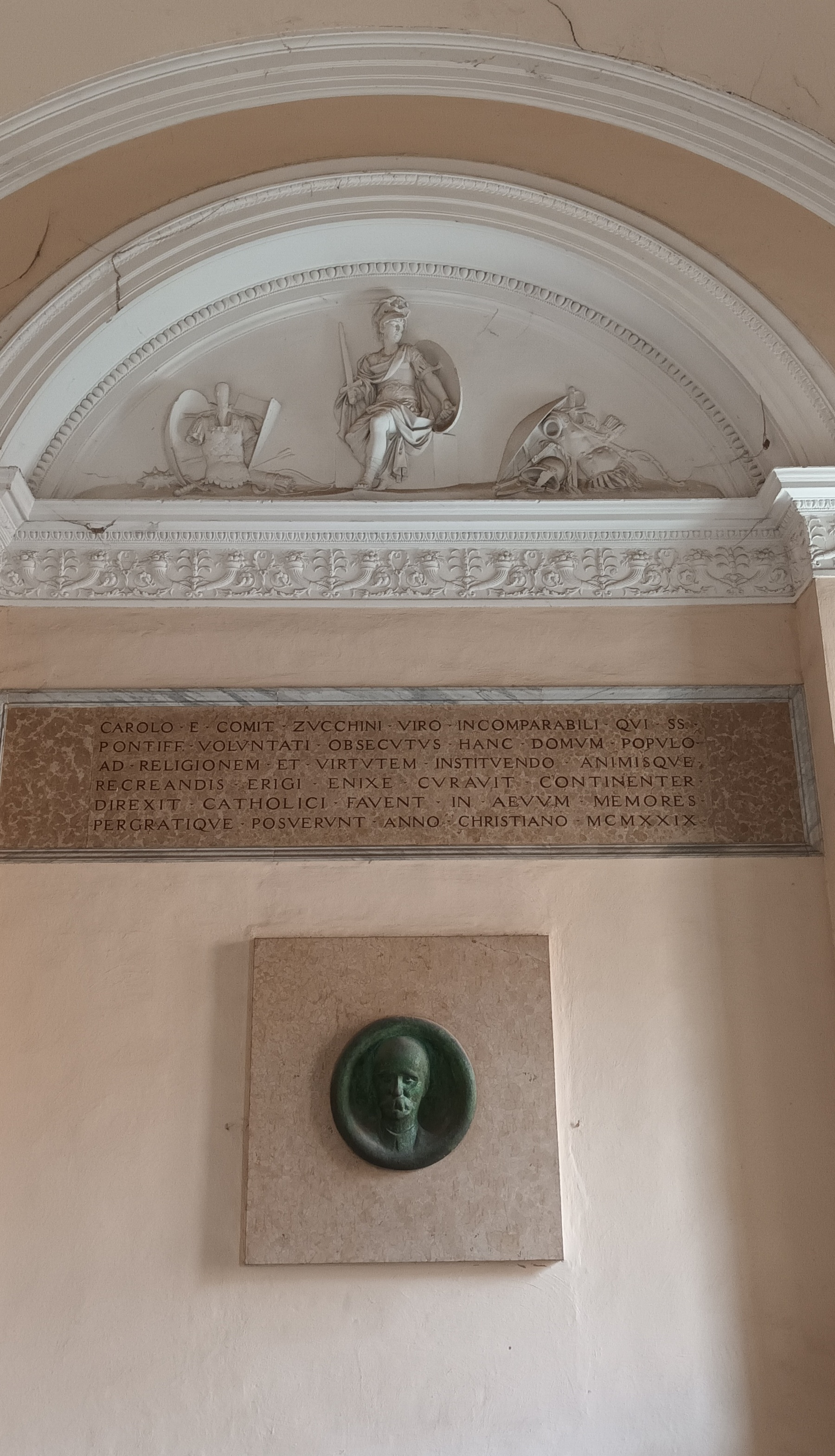
Monumento dedicato al Conte Carlo Zucchini, Casa del Popolo di Faenza, anno 1929, medaglione in bronzo ad opera di Domenico Rambelli

Insieme al conte Giovanni Acquaderni fu tra i fondatori del quotidiano cattolico bolognese «L'Avvenire» (dal 1902 «L'Avvenire d'Italia»). Membro del comitato permanente dell'Opera dei congressi (la maggiore associazione di laici cattolici in Italia), fu presidente del XIX° congresso nazionale dell'Opera dei congressi tenutosi a Bologna dal 10 al 13 novembre 1903. Nel 1904 fu tra i promotori, insieme a Filippo Meda, dell'«Unione Nazionale fra gli Elettori Cattolici Amministrativi Italiani», allo scopo di uniformare il comportamento dei cattolici in campo amministrativo e preparare un'organizzazione elettorale.
Nonostante varie richieste provenienti dalle principali città romagnole, decise di rimanere a Faenza. Fondò la Cooperativa Casa del Popolo e la Federazione dei contadini. Nel 1908 organizzò il Congresso interregionale delle casse rurali e società cooperative delle province emiliane, romagnole e toscane (Faenza, 12 settembre). Fu eletto nel Consiglio provinciale di Ravenna, carica che mantenne fino alla morte. Nel 1909 e nel 1913 rifiutò l'offerta di una candidatura alla Camera del Regno.
Nel 1915 papa Benedetto XV lo nominò presidente dell'«Unione economico-sociale» (organismo nato in seno all'Opera dei Congressi e ad essa sopravvissuto), che era stata diretta fino ad allora dal conte Stanislao Medolago Albani, esponente cattolico bergamasco. Zucchini ne trasferì la presidenza a Faenza.
Nel marzo 1918 si pose come garante presso le autorità ecclesiastiche della nascita del primo sindacato nazionale d'ispirazione cristiana, la Confederazione italiana dei lavoratori (CIL), ad opera del genovese Giovanni Battista Valente, che lo stesso Zucchini aveva chiamato tre anni prima a Faenza come suo segretario. Nel settembre 1918 partecipò a Roma alla costituzione della Confederazione cooperative italiane, che iniziò ad operare dall'aprile del 1921 (I Congresso), e partecipò quindi alla fondazione della «Federazione nazionale mutualità ed assicurazioni sociali», nata per raggruppare le società di mutuo soccorso. Con la sua azione contribuì alla creazione di tre grandi blocchi operativi, funzionalmente connessi tra loro: il sindacato dei lavoratori, le cooperative, la mutualità.

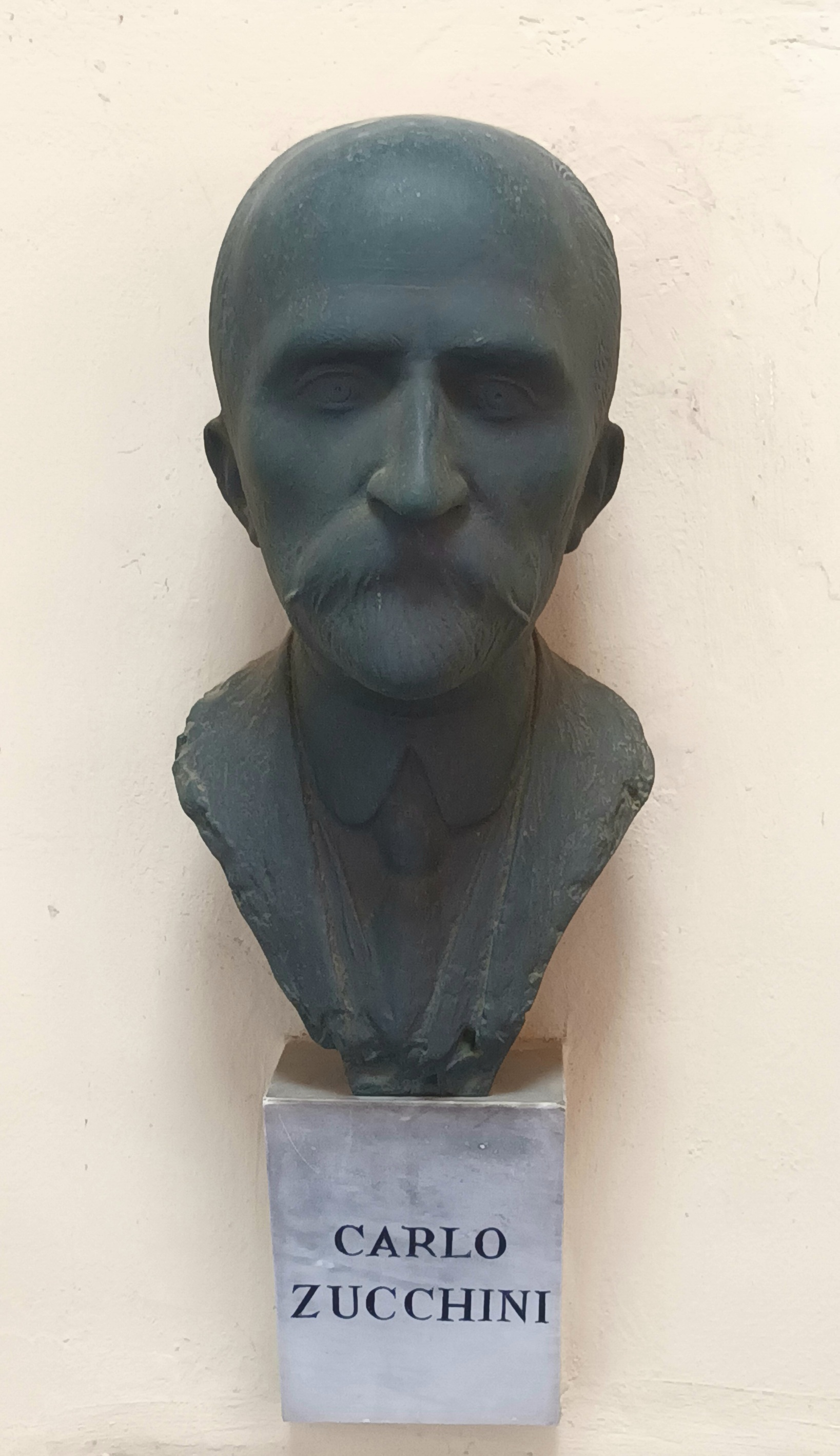
Busto bronzeo del Conte Carlo Zucchini, cimitero monumentale di Faenza, opera di Angelo Biancini

Membro dell'assemblea costituente del Partito Popolare (1919), ospitò a Faenza don Luigi Sturzo nei giorni precedenti le assise di fondazione. Per la prima volta accettò di concorrere alle elezioni politiche, venendo eletto con 15.927 voti. Durante la vita pubblica lottò politicamente dapprima contro i socialisti e poi contro i fascisti di Mussolini. Fu rieletto nel 1921. Con l'avvento della dittatura fascista, non si presentò candidato alle elezioni del 1924, decidendo così di ritirarsi dalla politica attiva.
Morì nella sua villa di Veppo, frazione di Rocchetta di Vara, in provincia della Spezia, il 14 novembre 1928.
Nel 1945 il Comune di Faenza volle porre sulla facciata di Palazzo Zucchini una targa marmorea per ricordare la sua instancabile opera politica e gli intitolò la via retrostante l'isolato del palazzo.

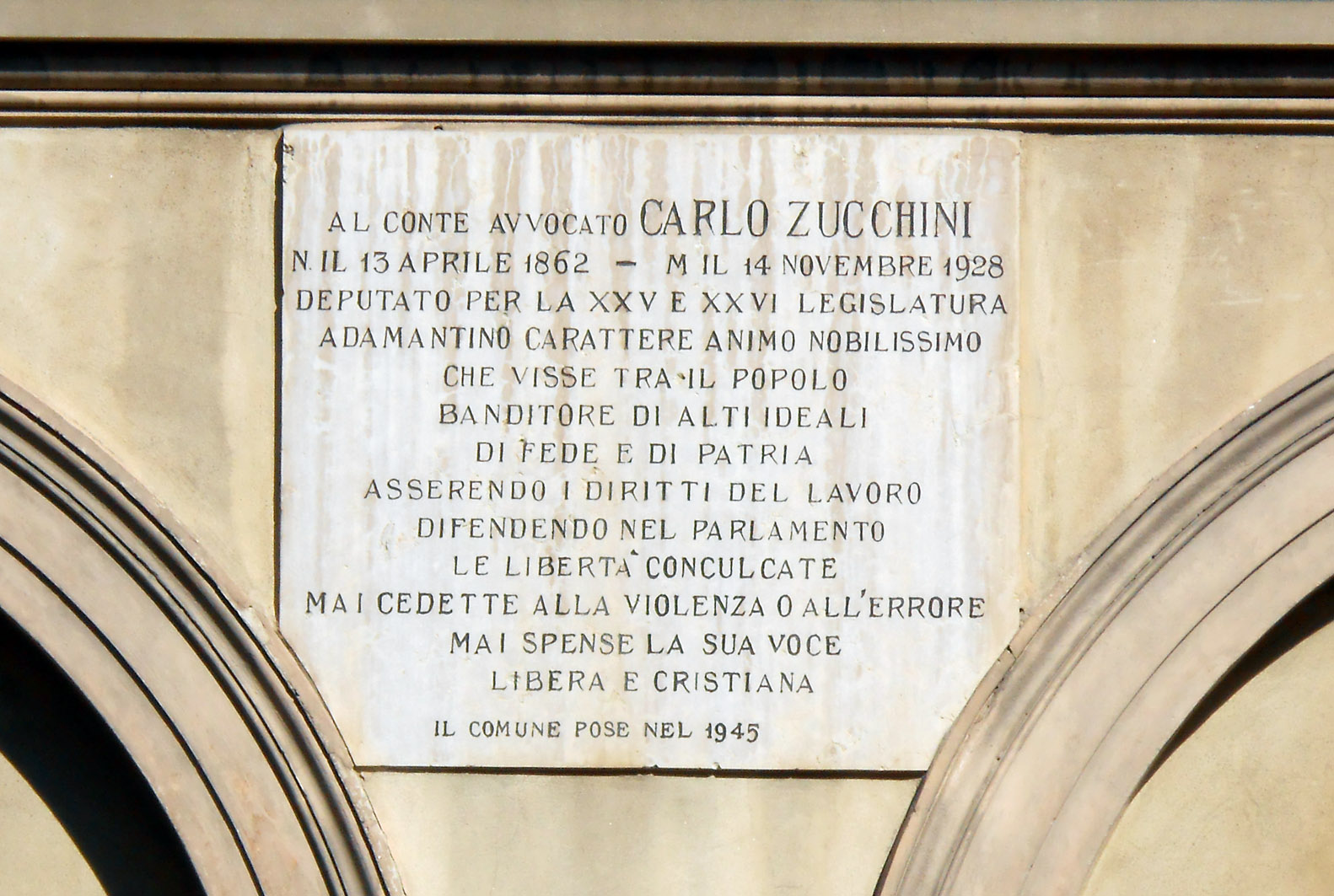
Targa dedicata al Conte avvocato Carlo Zucchini

La parte più consistente dell'archivio del conte Carlo Zucchini è stata depositata per la consultazione presso la Biblioteca Diocesana nel Seminario di Faenza.

## Onorificenze
Per i molti servigi resi alla Chiesa Papa Leone XIII lo nominò nel 1895 Cavaliere dell'ordine di San Gregorio Magno e gli conferì nel 1901 la Croce pro Ecclesia et Pontifice. Papa Pio X lo nominò nel 1903 cameriere segreto di cappa e spada di Sua Santità e papa Benedetto XV lo nominò nel 1916 commendatore dell'ordine di San Gregorio Magno.

## Discorsi e scritti
- Milizia ell'è la vita dell'uomo: 1º giugno 1893: discorso letto per la distribuzione dei premi ai giovani esterni dell'Istituto salesiano in Faenza dal conte dottor Carlo Zucchini, San Benigno Canavese, Tipografia San Benigno Canavese, 1894
- Delle associazioni operaie in Romagna: discorso del 25 gennaio 1894, Imola, Tipografia d'Ignazio Galeati e figlio, 1894
- Discorso del presidente conte Carlo Zucchini a chiusura del XIX Congresso cattolico italiano, da L'Avvenire d'Italia, anno VIII n. 314, Bologna, 14 novembre 1903
- I cattolici per i lavoratori dei campi - Una lettera del conte Carlo Zucchini, nel Corriere d'Italia, Roma, 27 febbraio 1916
- Nel ventesimoquinto anno dalla costituzione della Societa cattolica femminile con mutuo soccorso. Discorso del Conte Carlo Zucchini, Faenza, Società tipografica faentina, 1927